# كاماراصور

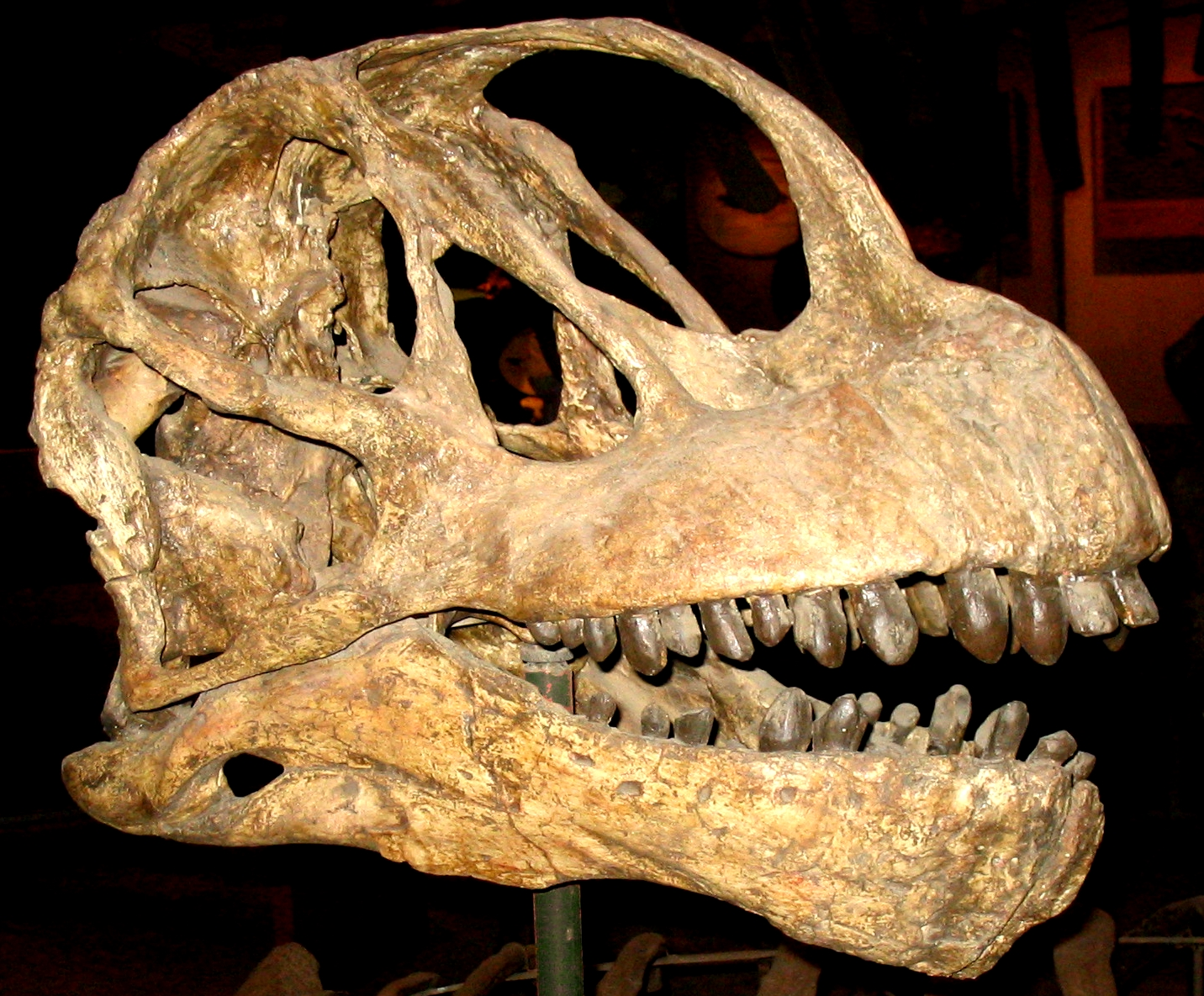
جمجمة الكامراسورس

كامراسورس (بالإنجليزية: Camarasaurus) هو ديناصور آكل النباتات عاش في العصر الجوراسي في غرب الولايات المتحدة الأميريكية وشمال غرب المكسيك منذ حوالي 155 مليون سنة، يبلغ طوله 18 متر ويزن حوالي 18 طن، يتميز هذا الديناصور أن له رقبة طويلة وذيل قصير نسبيا، ورأس كبير جدا كما أن له أسنان كبيرة، وقد لقب هذا الديناصور بـ“السحليــه ذات الرقبة المحفورة” بسبب الفراغات المجوفة في فقرات رقبته.
وهناك أربعة أنواع من الكامراسورس:
- C. grandis
- C. lentus
- C. lewisi
- C. supremus

## اقرأ أيضًا
- ديناصور
- صوروبودا
- تيرانوصور
- تربوصور
- تريسراتبس
- كيراتوبسيا